# Lira italiana napoleonica
La lira italiana napoleonica è stata, insieme al franco francese, la valuta ufficiale del Regno d'Italia napoleonico.

## Storia

### Origine
Analogamente all'Italia, anche in Francia fino al XVIII secolo rimase in uso la monetazione basata sul denaro, il soldo e la lira (in francese definita livre tournois). Con il successo della rivoluzione francese e la nascita della prima repubblica, il 7 ottobre 1793 si tentò di introdurre una nuova monetazione su base decimale che avrebbe avuto come riferimento la repubblicana, una moneta contenente 9 g d'argento fino. La Francia cambiò la valuta nazionale il 7 aprile 1795 passando dalla livre tournois al franco francese, che fu poi definitivamente normato con la legge del 7 aprile 1803. Il franco doveva pesare 5 g ed essere costituito da argento 900‰; parallelamente furono coniate monete d'oro 900‰ da 20 franchi dal peso teorico di 6,451612 g dando così vita a un sistema bimetallico il cui il rapporto tra oro e argento di 1:15,5.
Nel 1796, con la campagna d'Italia guidata da Napoleone Bonaparte, la nascita delle repubbliche sorelle e le vittorie francesi, la monetazione utilizzata nella penisola subì uno stravolgimento. Nel Regno di Sardegna, in età napoleonica sostituito dalla Repubblica Subalpina, lo scudo piemontese fu sostituito dal franco e con un decreto datato 13 marzo 1801 furono coniate probabilmente alla zecca di Parigi le monete da 5 e 20 franchi. Quella da 5 franchi seguì le prescrizioni già adottate in Francia nel 1795, mentre quella da 20 franchi, coniata in memoria della battaglia di Marengo e quindi denominata "marengo", fu coniata seguendo i parametri le dimensioni che saranno due anni dopo ufficializzati dalla legge del 1803. Nella Repubblica Ligure la monetazione fu ordinata con l'introduzione di un sistema basato sulla lira genovese, nel Regno d'Etruria la situazione rimase confusionaria e radicata alla monetazione in fiorini del Granducato di Toscana, infine nel Regno delle Due Sicilie fu mantenuta la piastra fino al 1812, quando Gioacchino Murat introdusse la lira delle Due Sicilie, una moneta pari al franco e rimasta in circolazione per tre anni.

### La nascita della lira italiana
Nell'Italia nord-occidentale Napoleone nel 1805 diede vita al Regno d'Italia che, con decreto del 21 marzo 1806, si dotò di una nuova moneta intercambiabile con il franco, la lira italiana. In rame 950‰ furono coniate le monete da 1, 3 e 5 centesimi (un soldo), in biglione in argento al 200‰ i 10 centesimi, le monete da 25, 50 e 75 centesimi, le 1, 2 e 5 lire in argento 900‰ e infine le monete da 20 e 40 lire in oro 900‰, tutte con i pesi e le dimensioni stabilite dalla legge del 1803.

## Monete
| Immagine | Nome            | Valore   | Soggetto            | Soggetto                  | Anni di coniazione | Incisore         | Parametri tecnici | Parametri tecnici | Parametri tecnici | Bordo                   |
| Immagine | Nome            | Valore   | Dritto              | Rovescio                  | Anni di coniazione | Incisore         | Peso              | Diametro          | Composizione      | Bordo                   |
| -------- | --------------- | -------- | ------------------- | ------------------------- | ------------------ | ---------------- | ----------------- | ----------------- | ----------------- | ----------------------- |
|          | Centesimo       | 1 cent.  | Napoleone Bonaparte | Corona ferrea radiata     | 1807–1813          | Luigi Manfredini | 2,1 g             | 19 mm             | Rame 950‰         | Liscio                  |
|          | Tre centesimi   | 3 cent.  | Napoleone Bonaparte | Corona ferrea radiata     | 1807–1813          | Luigi Manfredini | 6,3 g             | 24 mm             | Rame 950‰         | Liscio                  |
|          | Soldo           | 5 cent.  | Napoleone Bonaparte | Corona ferrea radiata     | 1807–1813          | Luigi Manfredini | 10,95 g           | 27 mm             | Rame 950‰         | Liscio                  |
|          | Dieci centesimi | 10 cent. | Napoleone Bonaparte | Emblema di Napoleone      | 1808–1813          | Luigi Manfredini | 2 g               | 18 mm             | Argento 200‰      | Liscio                  |
|          | Cinque soldi    | 25 cent. | Napoleone Bonaparte | Corona ferrea radiata     | 1808–1814          | Luigi Manfredini | 1,25 g            | 15 mm             | Argento 900‰      | Stellette               |
|          | Dieci soldi     | 50 cent. | Napoleone Bonaparte | Corona ferrea radiata     | 1808–1814          | Luigi Manfredini | 2,5 g             | 18 mm             | Argento 900‰      | Stellette               |
|          | Quindici soldi  | 75 cent. | Napoleone Bonaparte | Corona ferrea radiata     | 1808–1814          | Luigi Manfredini | 3,75 g            | 21 mm             | Argento 900‰      | Stellette               |
|          | Lira            | 1 lira   | Napoleone Bonaparte | Stemma del Regno d'Italia | 1808–1814          | Luigi Manfredini | 5 g               | 23 mm             | Argento 900‰      | Stellette               |
|          | Due lire        | 2 lire   | Napoleone Bonaparte | Stemma del Regno d'Italia | 1807–1814          | Luigi Manfredini | 10 g              | 28 mm             | Argento 900‰      | dio protegge l'italia ★ |
|          | Scudo           | 5 lire   | Napoleone Bonaparte | Stemma del Regno d'Italia | 1807–1814          | Luigi Manfredini | 25 g              | 38 mm             | Argento 900‰      | dio protegge l'italia ★ |
|          | Marengo         | 20 lire  | Napoleone Bonaparte | Stemma del Regno d'Italia | 1808–1814          | Luigi Manfredini | 6,45 g            | 21 mm             | Oro 900‰          | dio protegge l'italia ★ |
|          | Quaranta lire   | 40 lire  | Napoleone Bonaparte | Stemma del Regno d'Italia | 1807–1814          | Luigi Manfredini | 12,9 g            | 26 mm             | Oro 900‰          | dio protegge l'italia ★ |